# FCF Condé-sur-Noireau
Der Football Club Féminin Condéen oder FCF Condé-sur-Noireau war ein französischer Frauenfußballverein aus Condé-sur-Noireau, einer kleinen Gemeinde im normannischen Département Calvados.

## Geschichte
Gegründet wurde der Klub aus der nur gut 5.000 Einwohner zählenden Gemeinde 1978 in einer Region, in der der Frauenfußball bereits knapp ein Jahrzehnt früher Fuß gefasst hatte, und das nicht nur in größeren Städten, sondern auch schon auf dem flachen Land. Die Vereinsfarben des FCFC sind Blau und Weiß; die erste Elf des Klubs trägt ihre Heimspiele heutzutage im Stade Robert Gossart aus. Der Verein betreibt intensive Nachwuchsarbeit und verfügt in den 2010er Jahren über Mädchenteams aller Altersgruppen.

## Ligazugehörigkeit und Erfolge
Es dauerte nur rund drei Jahre (Spielzeit 1981/82), bis die Spielerinnen des FCF Condéen erstmals die Vorrunde um die französische Meisterschaft erreichten. Dies gelang ihnen anschließend bis in die frühen 1990er Jahre hinein weiterhin nahezu im jährlichen Turnus, ohne dass sie dabei durch besondere Erfolge landesweit auf sich hätten aufmerksam machen können. Allerdings übernahmen sie in ihrer Herkunftsregion bald die Führungsrolle im Frauenfußball, die sie bis ins 21. Jahrhundert innehatten. 1992 – als der Fußballverband FFF eine eingleisige höchste Spielklasse einführte – qualifizierten sich Condés Fußballerinnen als eines von zwölf Teams aus ganz Frankreich für die Teilnahme an deren erster Saison. 1995 stiegen sie daraus ab, spielten in der zweiten Division und kehrten erst 2004 in die inzwischen in Division 1 Féminine umbenannte Liga zurück. Im Jahrfünft danach hatte sich der Frauenfußballverein zu einer Art „Fahrstuhlmannschaft“ zwischen höchster und zweithöchster Liga entwickelt. Seit dem letzten Abstieg im Sommer 2009 ist dem FCF Condéen, dessen beste Platzierung zwei neunte Ränge in der jeweiligen Abschlusstabelle waren, allerdings keine Rückkehr in die Division 1 mehr gelungen. Zur Saison 2016/17 in die dritthöchste Spielklasse abgestiegen, existiert der Verein in den 2020er Jahren nicht mehr.
Im 2001 eingeführten Landespokalwettbewerb um die Challenge de France hat Condé gleichfalls keinen nationalen Titel gewonnen. Immerhin erreichte der FCFC darin zweimal die Runde der besten acht Frauschaften Frankreichs: 2005/06 scheiterten die Normanninnen an den Pokalsiegerinnen des HSC Montpellier und 2008/09 gleichfalls an einem späteren Finalisten, dem Le Mans UC.

## Bekannte ehemalige Spielerinnen
- Virginie Couillard
- Gwenaëlle Migot
- Julie Morel
- Dominique Provost, französische Nationalspielerin
- Nelly Viennot, nach ihrer Spielerzeit insbesondere als Schiedsrichterin erfolgreich